# إيثان ليرد
إيثان ليرد (بالإنجليزية: Ethan Laird)‏ هو لاعب كرة قدم بريطاني في مركز الظهير الأيمن، ولد في 5 أغسطس 2001 في هامبشاير في المملكة المتحدة. لعب مع مانشستر يونايتد.

## وصلات خارجية
- إيثان ليرد على موقع الاتحاد الأوربي (الإنجليزية)
- إيثان ليرد على موقع قاعدة بيانات كرة القدم.إي يو (الإنجليزية)
- إيثان ليرد على موقع Soccerway.com (الإنجليزية)
- إيثان ليرد على موقع عالم كرة القدم.نت (الإنجليزية)